# 索羅欽斯克
52°26′N 53°09′E / 52.433°N 53.150°E
索羅欽斯克 （俄语：Соро́чинск）是俄羅斯奧倫堡州的一個城市，位於奧倫堡西北170公里的薩馬拉河畔。2002年人口31,369人。
1737年建立，1945年設市並改現名。